# Caranx rhonchus
Caranx rhonchus é uma espécie de peixe pertencente à família Carangidae. A autoridade científica da espécie é Étienne Geoffroy Saint-Hilaire, tendo sido descrita no ano de 1817.
Encontra-se presente em Portugal, onde é uma espécie nativa e ocasional. Os seus nomes comuns são charro-molar, charro-amarelo, charro-espanhol ou  charro-francês.

## Descrição
Trata-se de espécie de água salobra e marinha. Atinge os 60 cm de comprimento total nos indivíduos do sexo masculino.